# 휴메딕스
휴메딕스(Humedix Co., Ltd.)는 대한민국의 히알루론산 필러, 골관절염 치료제 기업이다. 본사는 경기도 성남시 수정구 창업로 17 판교 아이스퀘어 A동 6층이며 대표이사는 강민종이다.

## 상장
2014년 12월 26일에 공모가 28,000원에 상장하였다.

## 참고문헌
1. ↑  이애리, 한국IR협의회 기술분석보고서-휴메딕스, 2019.10.31.
2. ↑  휴메딕스, 고기능성 선케어 제품 완판…홈쇼핑 앵콜 전개, 히트뉴스, 2023.08.10
3. ↑  휴메딕스, 피부-관절-눈 건강에 특화 '삼각편대' 견인, 뉴스더보이스, 2022.06.20
4. ↑  휴메딕스, 장기 지속 치매약 'GB-5001' 임상 승인, 메디컬타임즈, 2023-10-18